# 忠武路
忠武路（：／ Chungmuro */?）是一條位於韓國首爾的南北向道路，北起鐘路區的路，南至中區，长1.75公里，鄰近明洞購物區的退溪路。忠武路以16世紀抗倭名將李舜臣將軍的封號“忠武公”命名。
有5个法定洞以忠武路命名，其辖区亦可视作广义的忠武路地区：忠武路1街、2街，属明洞管辖；3街，属笔洞管辖；4街、5街，属光熙洞管辖。该地区在日治時期稱為本町。

## 历史
朝鲜王朝时期属汉城府南署管辖的明禮坊、會賢坊、熏陶坊、樂善坊、明哲坊。朝鲜王朝末期起，成为日本人聚居的区域。日治时期划为本町，分为本町1至5丁目。战后改为忠武路1至5街。

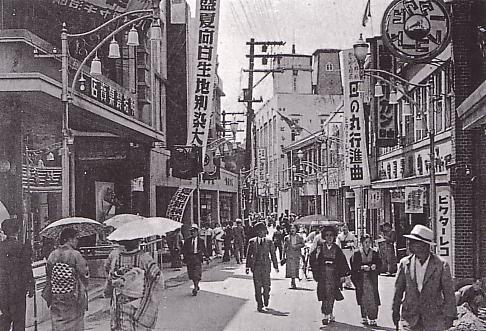
日治时期的本町通
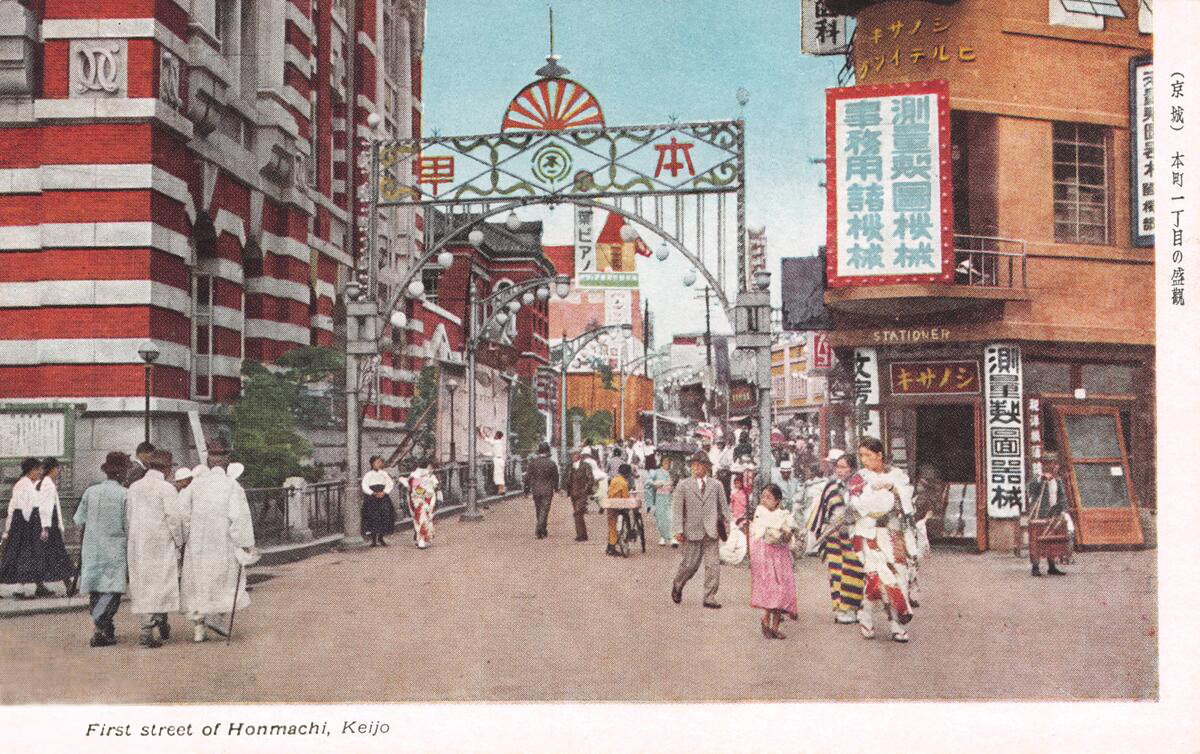
本町1丁目（今忠武路1街，属明洞）

## 经济和文化

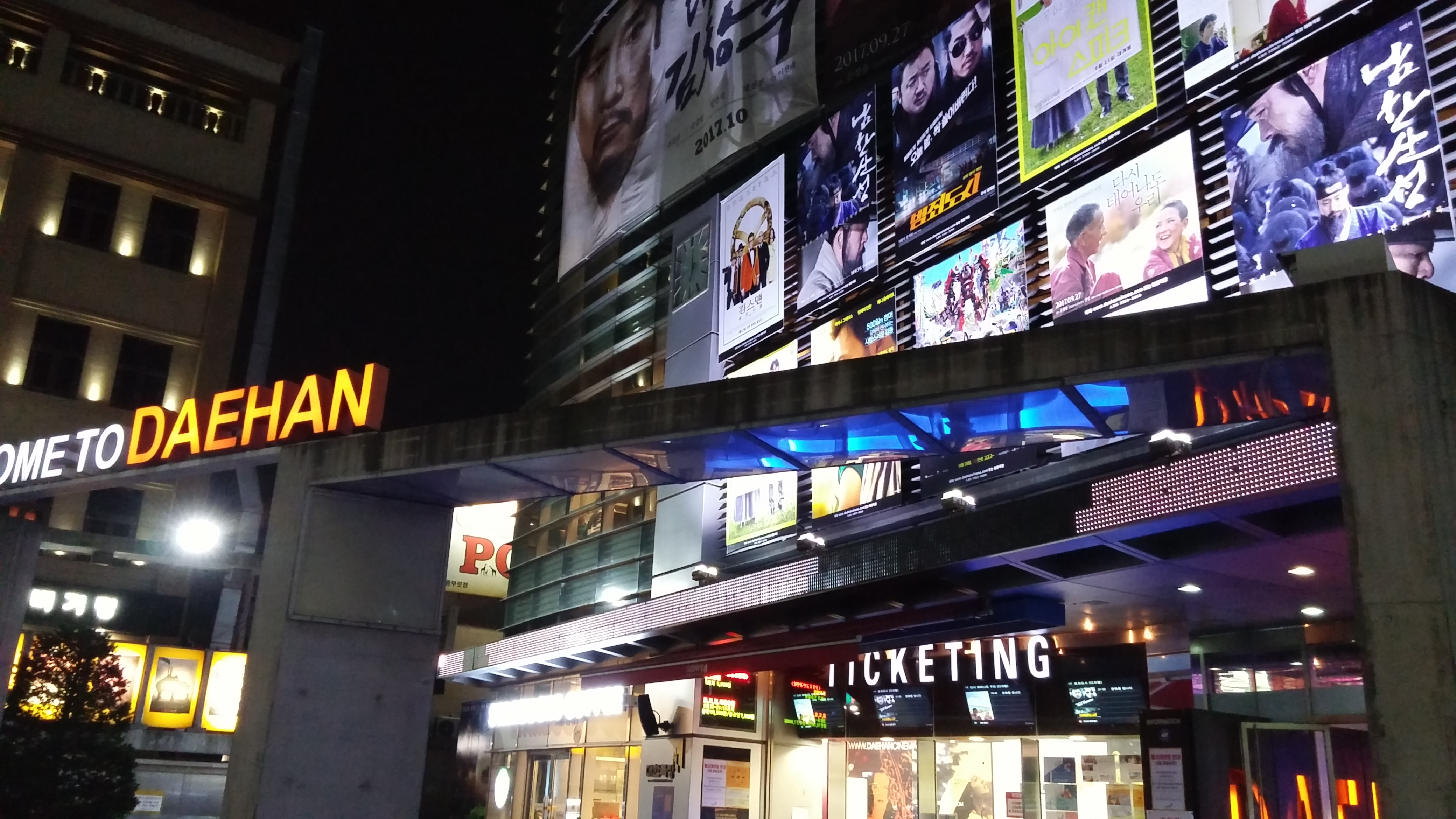
忠武路大韩剧场

忠武路是首爾最著名的寵物街及電影街，此外首爾地標世宗飯店、大韓劇場及全州拌饭名店「全州中央會館」也是設於忠武路。
忠武路1街和2街是著名的明洞商业街区的一部分，忠武路1街自日治时期起就是大百货商场的聚集地，包括三越百货、丁子屋百货店、三中井百货店等，有“京城的银座”之称。
忠武路4街是电影公司总部和影院最早的聚集地，故有浓重的电影文化氛围，还吸引了一些出版及印刷业者在此营业。“忠武路”亦是韩国电影业的代名词。

## 交通
地鐵3號線及4號線途經忠武路站。